# Vin de montagne

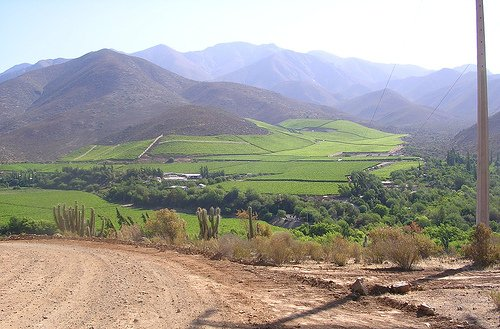
Vignoble chilien du Fundo el Peñón, commune de Monte Patria dans la Vallée de Limarí

Le vin de montagne constitua longtemps une anomalie ampélographique. Les vignes (notamment Vitis vinifera) sont des plantes rustiques qui généralement ne trouvent pas de terrain favorable au-delà de 600 à 700 mètres d'altitude, milieu des plus rustiques lui aussi. Cependant les vignerons de certaines régions de montagne ont su sélectionner depuis longtemps des ceps résistant à des altitudes beaucoup plus élevées. Ainsi on trouve des vignes dans les zones montagneuses de plusieurs pays comme la France, la Suisse, l'Italie, l'Argentine, le Chili, mais aussi dans tous les pays européens ayant des zones de montagne.
De fait il n'y a plus aujourd'hui d'altitude limite statutaire, celle-ci étant déterminée en fonction des conditions climatiques et géographiques de chaque région. Cependant la montagne ayant été longtemps un milieu naturellement peu propice à l'élaboration de vins de qualité, la mise en avant de son image nuit davantage en termes de marketing, qu'elle ne lui apporte de la valeur ajoutée. Ainsi les régions de montagne ont toujours eu tendance à ne pas trop revendiquer cette spécificité, alors que leurs qualités sont aujourd'hui réelles.

## Pays produisant des vins de montagne

### Hémisphère sud

#### Argentine

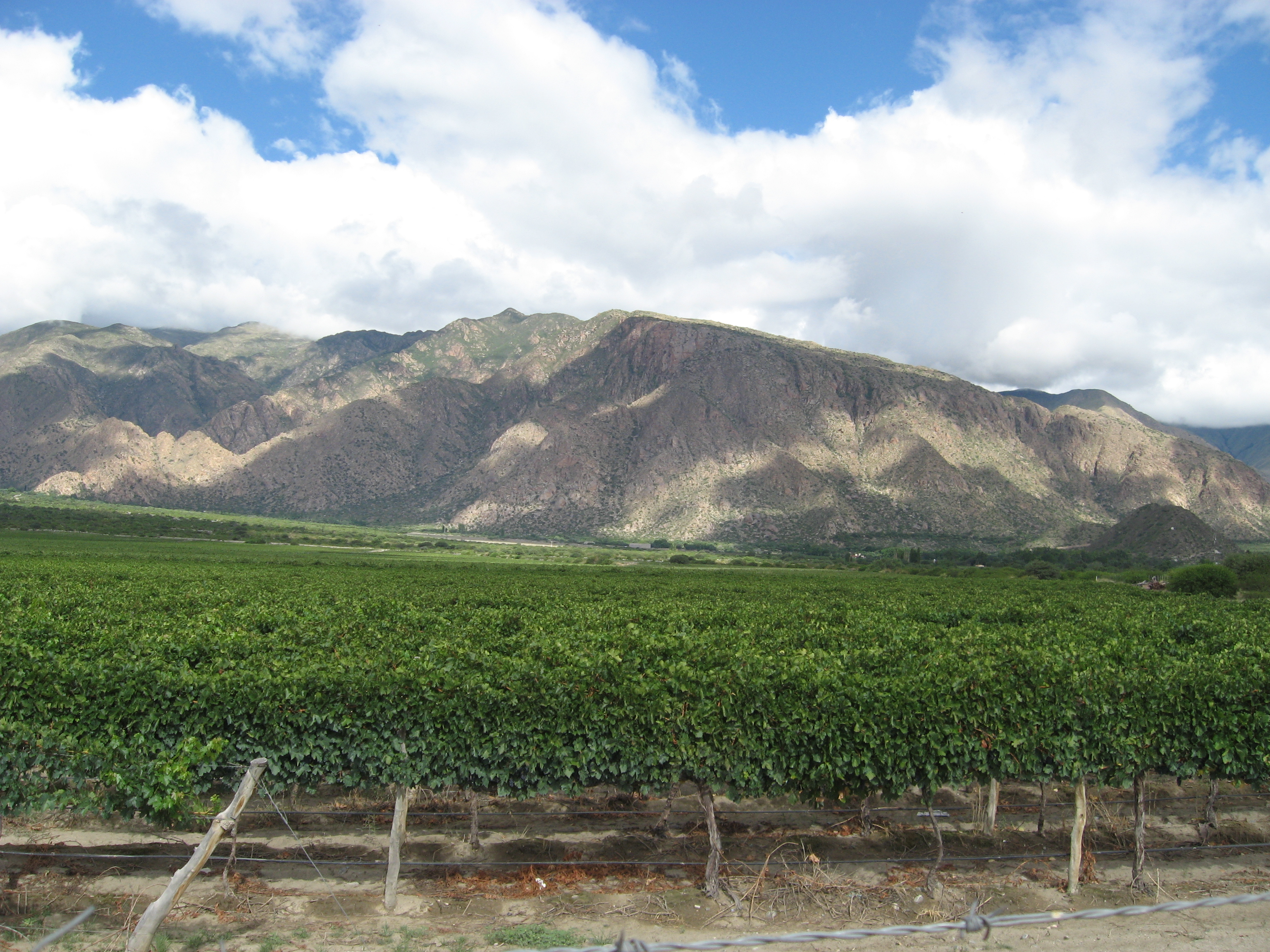
Vignoble de Cafayate, à 500 mètres de la ville

Les vignobles de l'Argentine se situent en très grande majorité entre 800 et 1 700 mètres. Dans certains secteurs on trouve des vignes jusqu'à 2 500 mètres d'altitude, alimentées en eau grâce à d'ingénieux systèmes d'irrigation composés de canaux et de bassins.

#### Chili

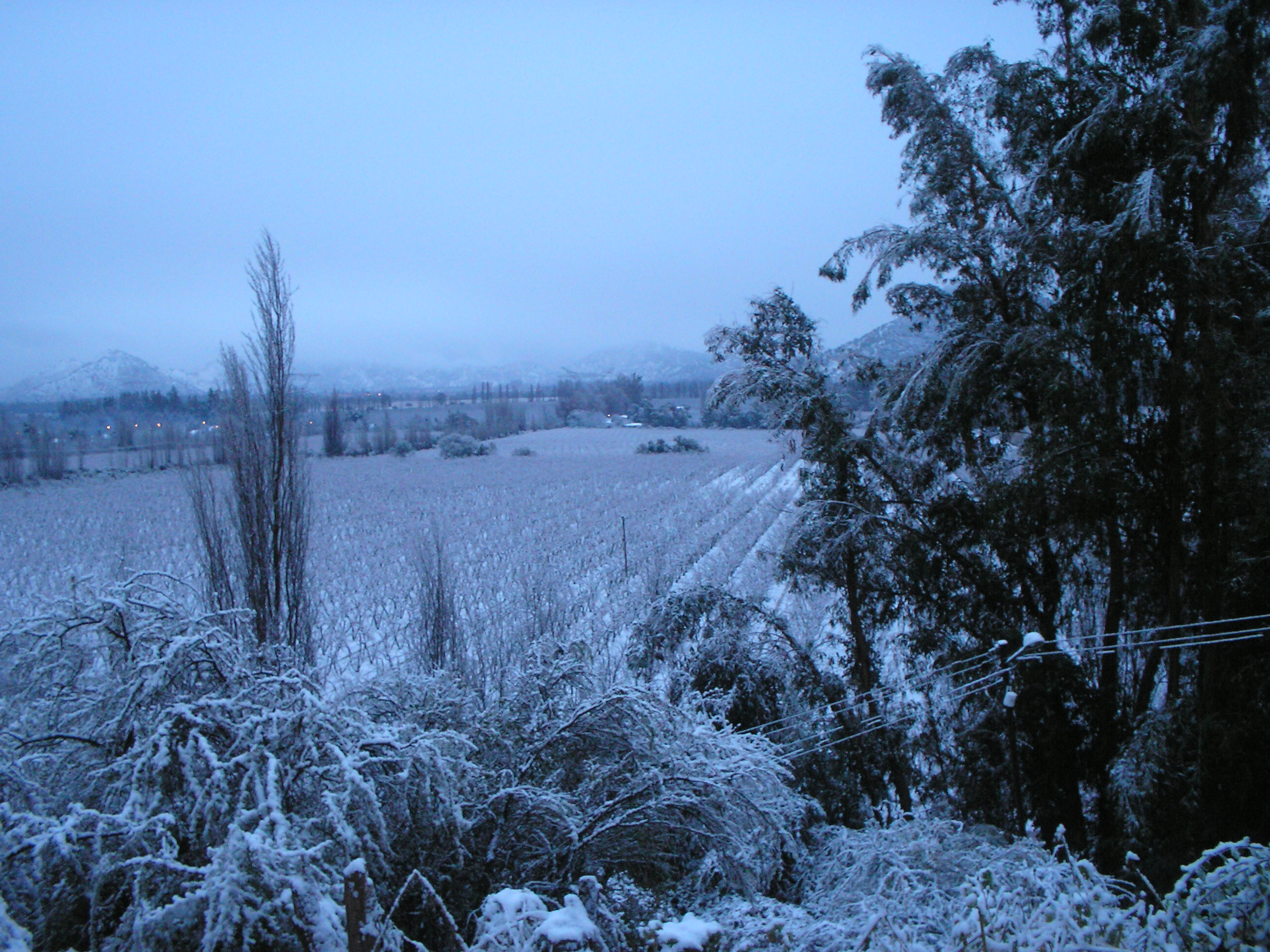
Le vignoble andin du Chili en hiver

La production des vins se fait pour l'essentiel dans la vallée centrale, une région bordée par deux chaînes montagneuses, traversée de nombreux cours d'eau, comme l'Aconcagua, le Maipo, le Cachapoal, le Tinguiririca, le Teno, le Lontué, le Loncomilla et le Maule, et s'étendant sur 80 km au nord et 350 km au sud de la capitale Santiago.

#### Île de la Réunion
Le vin de Cilaos est produit depuis quelques années dans le cirque de Cilaos, à La Réunion. C'est le seul vin français produit dans l'hémisphère sud. Le vignoble s'étend sur la commune de Cilaos, au centre de l'île dans un cirque d'origine volcanique. Implanté entre 800 et 1 200 mètres d'altitude, il est étagé en terrasses sur de fortes pentes. Le climat peut à l'occasion se révéler extrême. Si l'hiver austral est généralement beau et sec, il peut aussi être l'occasion de véritables gelées. L'été austral est quant à lui une série de perturbations qui peuvent évoluer en cyclones. Dès lors, la pluviométrie est très élevée : Cilaos détient d'ailleurs un record mondial datant de 1963 en la matière. Il y est tombé plus d'un mètre d'eau en une demi-heure. Aussi, si l'ensoleillement est correct, avec environ 2 000 heures par an, l'humidité est élevée. Elle est de 80 à 85 %.

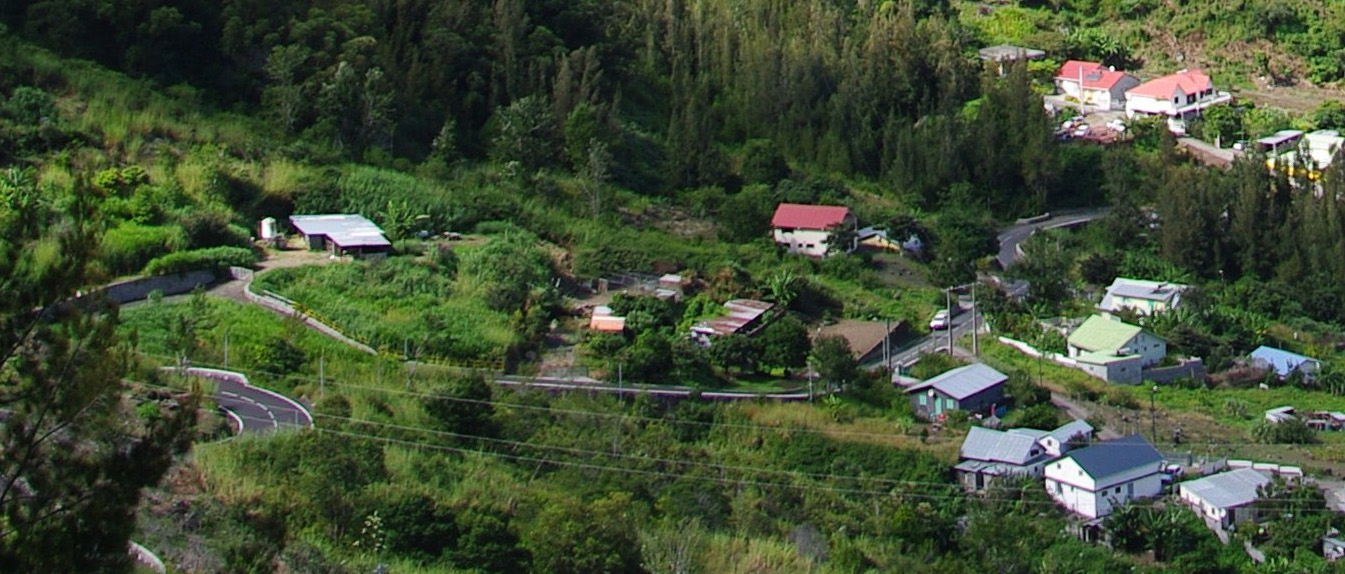
Vignes sur hautain, le long de la route de l'îlet à Cordes, sur la commune de Cilaos

Introduite dans l'île dès 1665 par les premiers colons, la vigne ne fut longtemps plantée que dans les régions de Saint-Paul et Saint-Denis. Elle finit par gagner les Hauts au milieu du XIXe siècle à la faveur de leur peuplement par les petits Blancs. L'attaque de phylloxéra qui frappe le vignoble métropolitain en 1868 amène les autorités locales à interdire l'introduction sur place des cépages nobles, sensibles à la maladie. Aussi, le vin de Cilaos n'a longtemps été qu'un apéritif fabriqué artisanalement à partir d'un cépage médiocre introduit dans la commune vers 1860 et jamais remplacé par la suite, l'isabelle. Vendu en bord de route ou dans les petites épiceries, il avait la réputation de rendre fou. En 1975, ce cépage est finalement interdit et l'organisme qui est aujourd'hui le CIRAD prend l'initiative d'une introduction de meilleurs cépages. Bientôt, le vin de Cilaos gagne en qualité et évoque de moins en moins le sherry ou le porto.

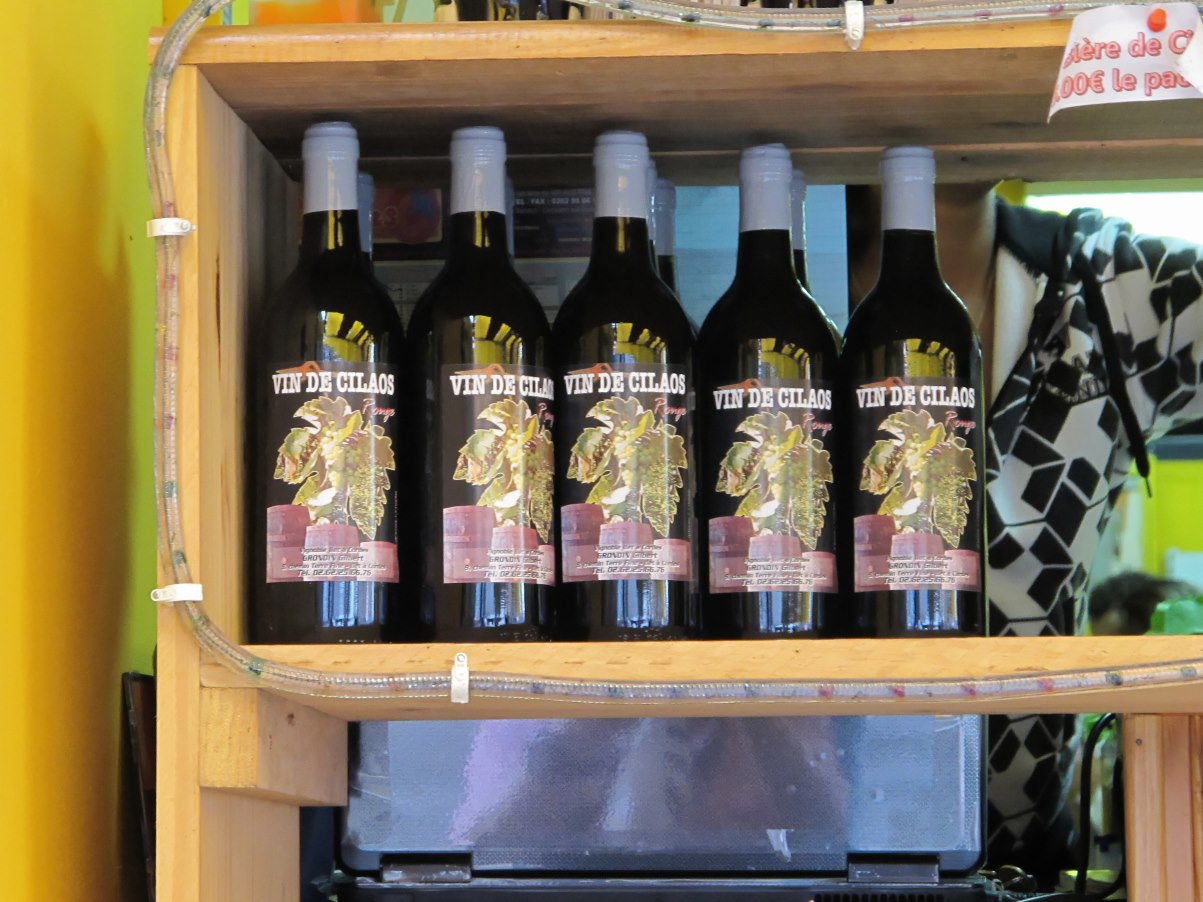
Vin de Cilaos

Les cépages rouges sélectionnés sont le pinot noir et le malbec, un seul cépage blanc, le chenin. Les vendanges ont lieu en janvier et février et leur commencement est marqué par une fête dans le cirque. Le vin lui-même est fêté en juillet. Traditionnellement le vin rouge accompagne les viandes en sauce et mieux le fameux cari bichiques (alevins). Le blanc sec se sert frais vers 8°, il est idéal pour les poissons de l'océan Indien ou le fromage de chèvre de Takamata. Le moelleux, se sert entre 8 et 10°. Il est recommandé sur les desserts locaux tel le gâteau patate au miel ou la mousse de letchis. Ce vin de pays est commercialisé dans des bouteilles bordelaises de 75 et 37,5 centilitres. 60 000 unités sont désormais vendues chaque année. En 1998, une dizaine d'agriculteurs de la commune exploitaient huit hectares. L'objectif est alors d'étendre la production sur une vingtaine d'hectares. La coopérative du Chai de Cilaos est créée en 1992, date de la plantation des premiers cépages nobles dans le cirque. La première vendange est celle du chenin en 1996. On en tire alors un vin blanc sec ou moelleux. Le premier vin rouge produit à Cilaos ne l'est qu'en 1998, à partir d'un mélange de pinot noir et de malbec. En 2001, la production atteint 35 000 bouteilles par an.

### Hémisphère nord

#### Cap-Vert
La viticulture au Cap-Vert est l'une des plus proches de l’équateur dans l'hémisphère nord. Elle se cantonne sur l’île de Fogo, dans la caldeira de Chã das Caldeiras, au pied du Pico do Fogo, un stratovolcan dont la dernière éruption a eu lieu en 1995. C'est une viticulture jeune qui n'a que 120 ans de tradition vinicole. Les premiers vins furent élaborés pour l'exportation vers le Brésil et la Guinée-Bissau, qui était alors colonie portugaise comme le Cap-Vert. La labellisation des vins Chã (label rouge) est faite par l'Associação dos Agricultores de Chã avec l'aide de l'Union européenne. Il est commercialisé sous l'appellation Vinho de Fogo . La quasi-totalité du vignoble se trouve au centre de l'île de Fogo, dans la caldeira du Pico do Fogo, point culminant du Cap-Vert avec 2 829 mètres d'altitude.

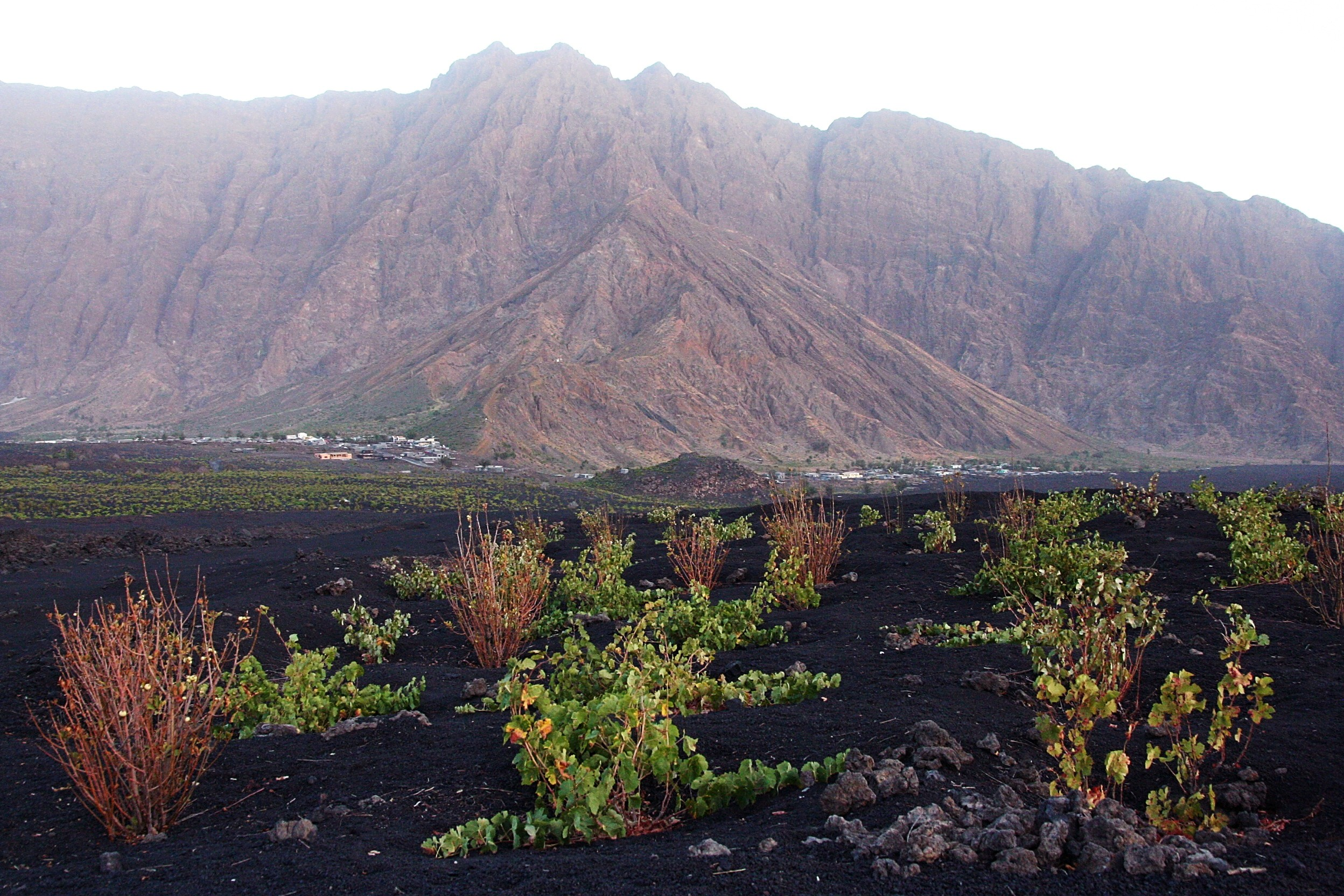
Vignes sur laves volcaniques
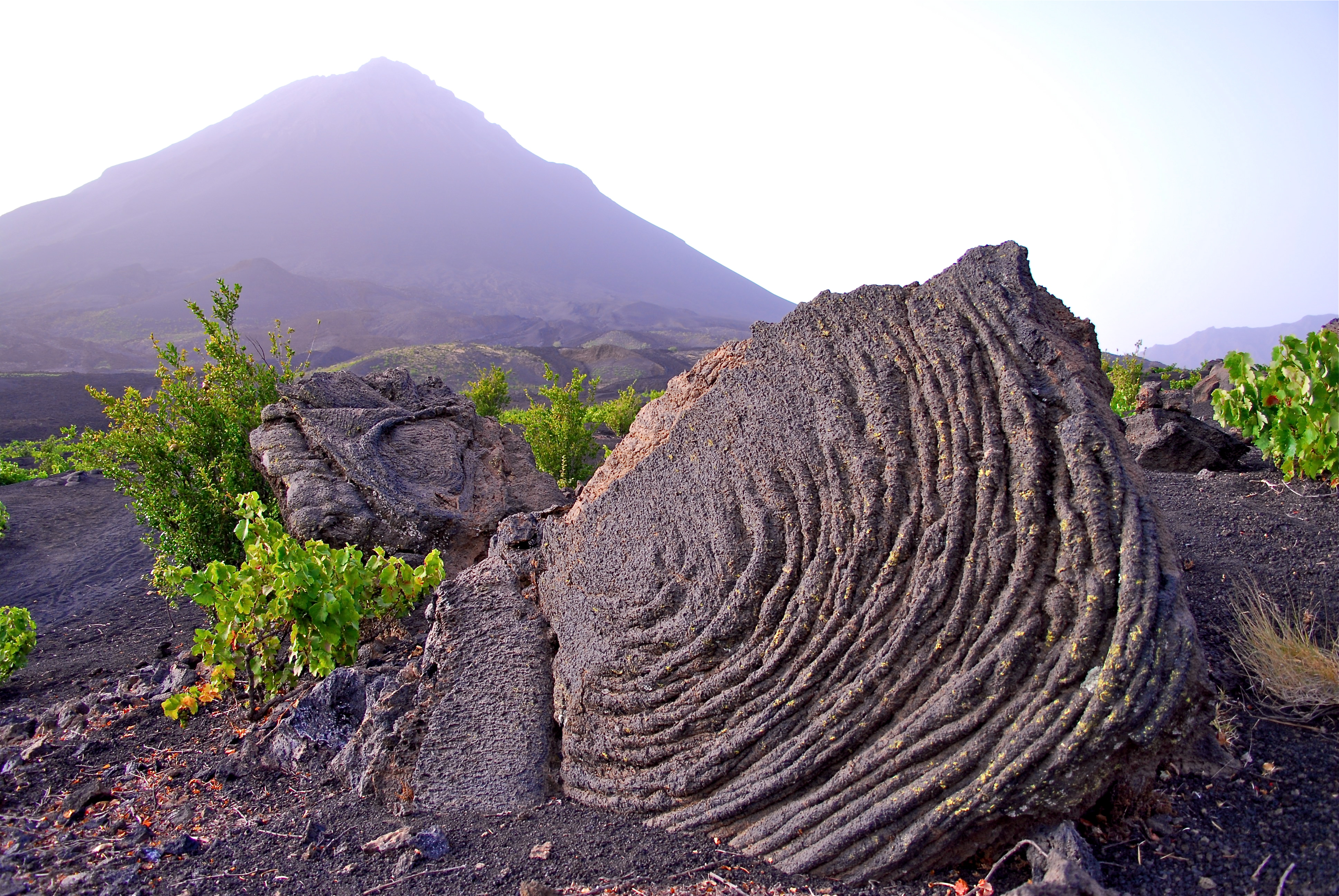
Vignes à côté d'une bombe volcanique
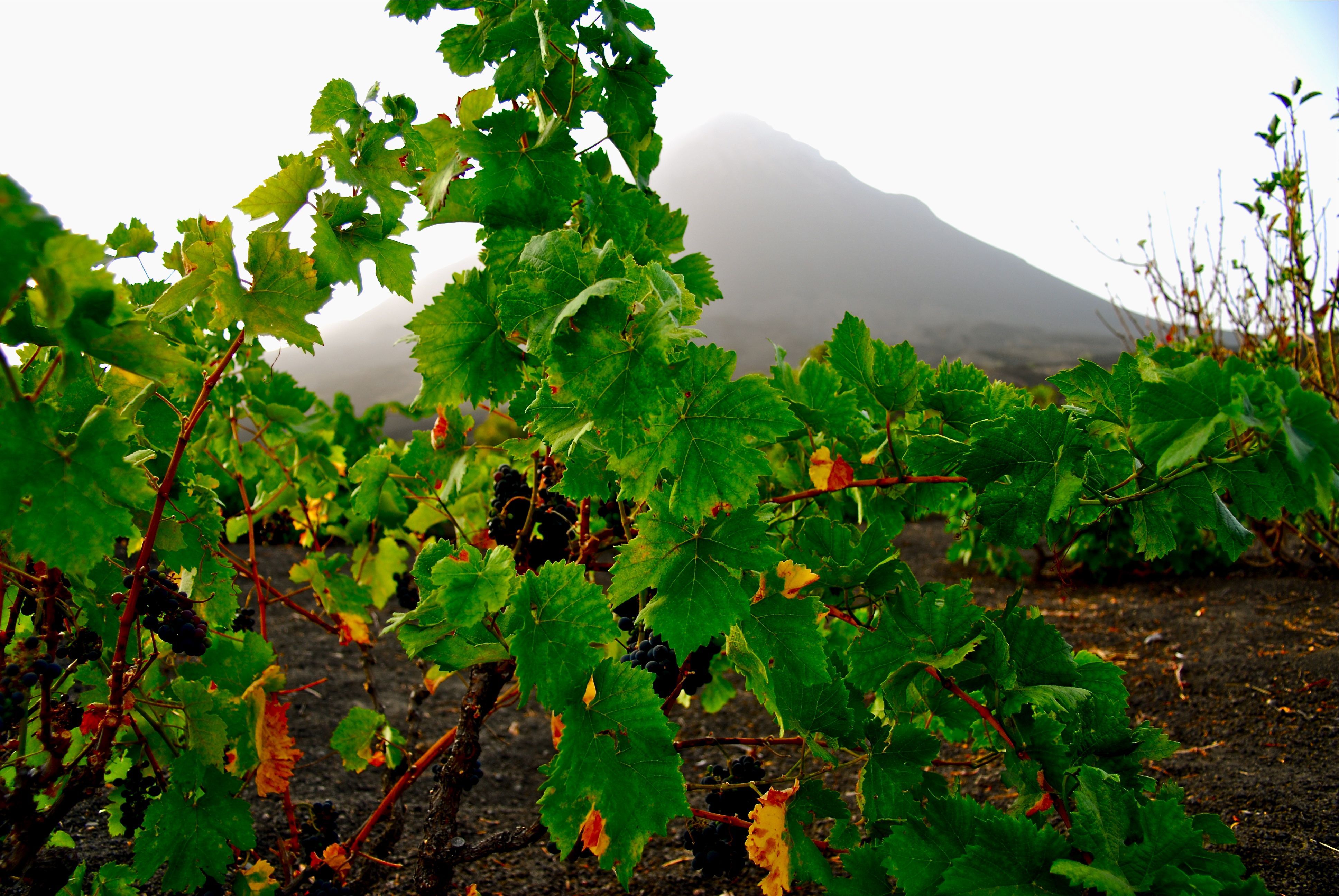
Vignes poussant dans les laves

Le vignoble de Chã das Caldeiras s'étend sur les communes d'Achada Grande, Relva, Monte Lorna, Montinho, Bangaeira, Portela, Fernão Gomes, Forno, Pé de Pico, Penedo Rachado, Ilhéu de Losna et Cova Tina. Les cépages utilisés sont le muscat blanc et le preta tradicional (noir traditionnel), provenant de Setúbal.

#### France
Dans le nord des Alpes, le vignoble de Savoie.
Dans le sud, le Diois (Clairette-de-die (AOC), Crémant-de-die (AOC), Coteaux-de-die (AOC) et Châtillon-en-Diois (AOC)) ainsi que les Hautes-Alpes avec le vin de pays Hautes-alpes (IGP).
En Languedoc-Roussillon, le Collioure (AOC).

##### Savoie
Avant la Savoie (Sabaudia), il y eut l'Allobrogie. Ce fut Strabon, le premier, qui vanta les qualités des Allobroges qui, expliqua-t-il « tournent désormais vers l'agriculture l'application qu'ils avaient donnée, jusque-là, aux choses de la guerre. ».
Il faut rappeler, qu'en effet, dans le courant du Ier siècle, ces Celtes avaient sélectionné un cépage nouveau, le vitis allobrogica, capable de résister aux conditions climatiques alpines. Son vin entra dans l'histoire à l'époque d'Auguste et Columelle lui donna le qualificatif de « vinum picatum », c'est-à-dire de vin poissé. Résultat sans doute de son passage dans des tonneaux aux douelles de sapin ou de mélèze. Pline l'Ancien nous a décrit ses crus, le sotanum, le taburnum et l'ellicum.

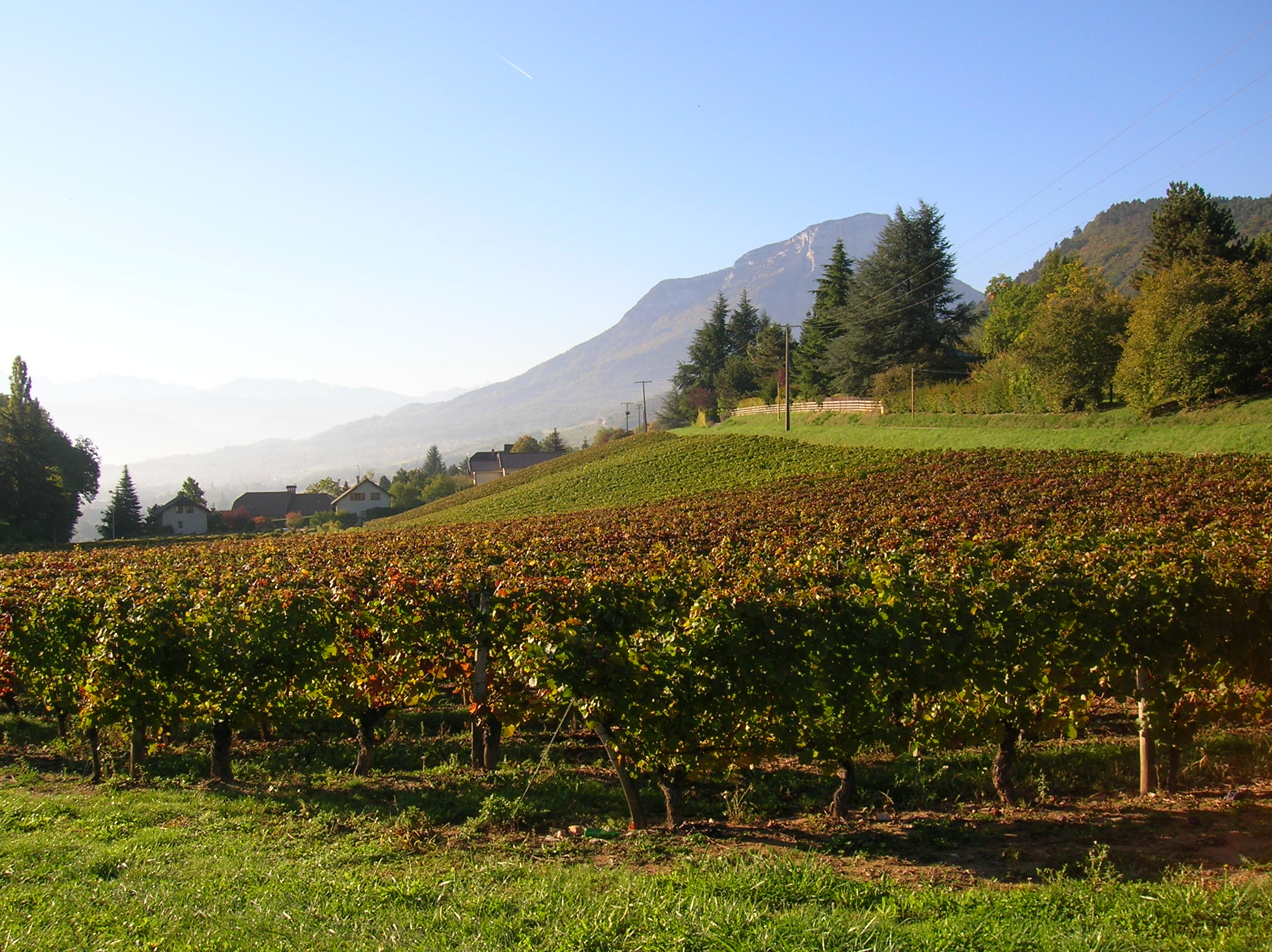
Vignes vers Saint-Baldoph, avec le mont Granier au fond.

La plus grande extension du vignoble se fit entre le XVIe siècle et le XVIIIe siècle. Initialement implanté sur les coteaux les plus ensoleillés, il descendit vers les plaines. Et dans ces bas-fonds, pour préserver les ceps du gel, les hautains prirent encore plus de hauteur, avec l'obligation de mettre les premières grappes à 1,50 ou 2 mètres du sol. Ce qui permit de comptabiliser, en 1768, 9 000 hectares de vignes, toutes surs treilles ou sur hautains, dont la majorité n'était apte qu'à fournir un « vin de laboureur », verdelet à souhait. Profitant d'un plus gros rendement - 40 hl/ha, soit le double que les vignes sur échalas - ils étaient dits « verts, acides, mais sains et désaltérants. ». C'est ce que constata, en 1816, André Jullien, lors de son séjour en Savoie, pour rédiger sa Topographie de tous les vignobles connus :

« La variété des expositions, les différentes espèces de cépages que l'on réunit dans la même vigne, et surtout les ceps hautains que l'on rencontre dans beaucoup de cantons, occasionnent de grandes dissemblances dans la qualité des produits. et tandis que quelques vignobles donnent de forts bons vins, beaucoup d'autres ne produisent que de très basse qualité. »

Au milieu du XIXe siècle, ces vins surets étaient produits sur près de 3 000 hectares, dont 2 000 dans le département actuel de Savoie, soit le quart du vignoble. Cette situation perdura jusqu'à l'apparition du phylloxéra et la reconstitution d'un nouveau vignoble. La conduite en hautain ne se retrouve plus aujourd'hui qu'en Chautagne pour une partie seulement du vignoble, la quasi-totalité étant palissée sur fil de fer à une hauteur de 1,20 mètre. Ce reliquat de la vieille technique ne concernent que des vignes de gamay.
Toujours au milieu du XIXe siècle, mais en Haute-Savoie cette fois, la commune d'Évian avait 70 hectares et son canton, 455 hectares de vignes. Le cépage cultivé était le chasselas. Il était conduit pour moitié en vignes basses avec un rendement de 40 à 50 hl/ha. L'autre moitié poussait sur « crosses de châtaignier » avec des rendements qui s'élevaient entre 80 et 120 hl/ha. Jusqu'au début du XXe siècle, la ville s'était fait une renommée pour ses vins autant que pour ses eaux. Ils avaient impressionné le docteur Jules Guyot, qui les goûta en 1868 et commenta : 

« Les vins des crosses d'Évian sont blancs, légers et ils sont aussi sains qu'agréables... Les habitants préfèrent beaucoup leurs vins à leurs eaux qui sont pourtant des plus séduisantes. »

Il a laissé une description des crosses, constituées par de grands arbres avec toutes leurs branches montant jusqu'à 8 à 12 mètres de haut et dont le tronc de 30 à 50 cm de diamètre avait été tout écorcé. Il précisait même que les raisins du bas mûrissaient les premiers, entre six et neuf jours plus tôt que ceux du haut. Aujourd'hui, il ne reste qu'une centaine de crosses sur le territoire de Marin et le vignoble d'Évian-les-Bains est classé en vin de Pays des Allobroges.

##### Diois
L'origine de ce vignoble remonte à l'Antiquité. La cité de Dea Augusta Vocontiorum (Die) fut l’une des plus importantes de la Gaule narbonnaise. Pline l'Ancien cite élogieusement le vin des Voconces. Il en distingue deux : l’aigleucos, dont on arrêtait la fermentation en plongeant les dolia dans l’eau froide jusqu’à l’hiver, et le vinum dulce.
Le naturaliste précise les moyens « naturels » utilisés pour obtenir ce vin liquoreux : torsion du pédoncule de la grappe, fente du sarment, séchage du raisin sur des tuiles plates. Ce passerillage augmentait la teneur en sucre et permettait d’avoir un degré alcoolique élevé, qui empêchait la transformation de la totalité du sucre en alcool. Il cite deux cépages bien adaptés à ce traitement : helvennaca et diachytos.
L’archéologie a confirmé le texte de Pline avec les découvertes : 
- d'une villa viticole (Ier siècle) à Pontaix ;
- d'une épitaphe bachique dédiée à Publicus Calistus (IIe siècle) ;
- d'un sarcophage des Amours vendangeurs (IIIe siècle).

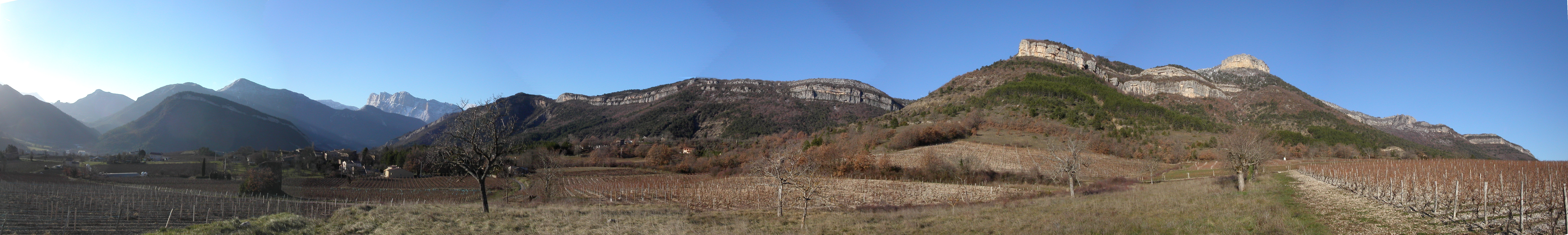
Le vignoble à Vercheny

Ce terroir viticole est située au sud-est de la France dans les Alpes du Sud, il se trouve au pied du massif du Vercors et au bord de la rivière de la Drôme. Le vignoble se trouve à environ une heure (60 km) au sud-est de Valence, préfecture du département. Il se situe sur les coteaux des deux côtés de la Drôme entre 200 et 700 mètres d'altitude. La vallée de la Drôme est dominée par la montagne de Glandasse à 2 041 mètres, barrière rocheuse massive et raide composant l'extrémité méridionale du Vercors.
Clairette, crémant et coteaux-de-die ont la même délimitation parcellaire. Les communes faisant partie de ces appellations sont au nombre de 31, toutes situées dans le département de la Drôme : Aix-en-Diois, Aouste-sur-Sye, Aubenasson, Aurel, Barsac, Barnave, Beaufort-sur-Gervanne, Châtillon-en-Diois, Die, Espenel, Laval-d'Aix, Luc-en-Diois, Menglon, Mirabel-et-Blacons, Molières-Glandaz, Montclar-sur-Gervanne, Montlaur-en-Diois, Montmaur-en-Diois, Piégros-la-Clastre, Ponet-et-Saint-Auban, Pontaix, Poyols, Recoubeau-Jansac, Saillans, Saint-Benoit-en-Diois, Saint-Roman, Saint-Sauveur-en-Diois, Sainte-Croix, Suze-sur-Crest, Vercheny et Véronne.
Le vignoble du châtillon-en-dois s'étend sur des coteaux argilo-calcaires, situés entre 500 et 600 mètres d'altitude et bien protégés du vent du nord par les falaises du Vercors. Plus de la moitié du vignoble s'étend en un « damier de verts contraste » sur le piémont du Glandasse et sur la commune de Châtillon. À Luc-en-Diois, un gigantesque éboulement, provoqué à la base des calcaires tithoniques par le décollement d'un ban marneux, le Claps a barré la vallée de la Drôme qui le franchit en cascade. Tandis qu'à Châtillon les « terres noires » affleurent dans les collines qui émergent des terrasses du Bez, sa cuvette est dominée par des falaises du thitonique, dont le calcaire s'est faillé sur place ou ployé brusquement. Le vignoble qui tapisse les éboulis qui en sont issus produit des vins rouges bouquetés et légers à boire dans leur prime jeunesse ainsi que des blancs assez corsés caractérisés par un nez d'herbes et de fleurs alpestres.
Les treize communes faisant partie de cette appellation sont : Châtillon-en-Diois, Aix-en-Diois, Barnave, Jansac, Laval-d'Aix, Luc-en-Diois, Menglon, Molières-Glandaz, Montlaur-en-Diois, Montmaur-en-Diois, Poyols, Recoubeau et Saint-Roman.

##### Hautes-Alpes

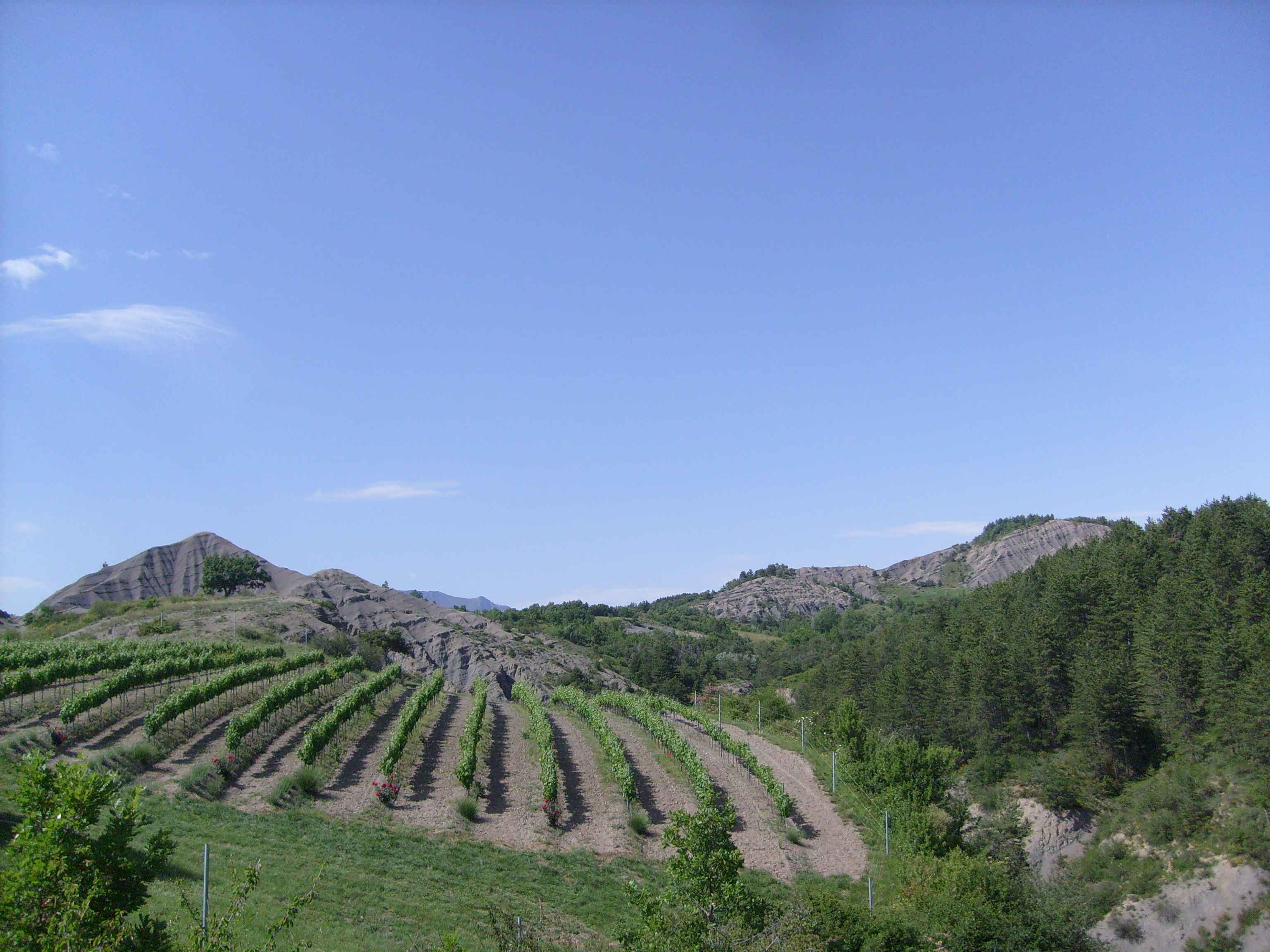
Vignes sur les coteaux de Châteauvieux

Dès le Moyen Âge, l'archevêché d'Embrun ainsi que l'abbaye de Boscodon possédaient des vignes sur les coteaux de Remollon et de Saint-André-d'Embrun. Puis les archevêques découvrirent le vignoble de Châteauroux-les-Alpes qui, en dépit de sa hauteur, grâce à une exposition privilégiée et un terroir protégé du vent du nord, permit d'élaborer un vin qui retint l'attention archiépiscopale.
Quand fut fondée des deux côtés des Alpes, la République des Escartons (1343-1789), toute famille avait sa vigne et son pressoir. Sur les 14 hectares du site de La Vignette, à Saint-Martin-de-Queyrières, il en a été retrouvé quatre-vingt. Ce lieu se situe entre 1 050 et 1 300 mètres d'altitude, à l'amont de l'Argentière, c'est le plus haut vignoble des Alpes françaises. Abandonné après le phylloxéra, il a été réhabilité dans les années 2000 par une association qui a entrepris de replanter et de cultiver la vigne, ainsi que la restauration des restanques, du pressoir de l'Encombrouze et du cellier bâti dans un habitat troglodyte.
La crise du phylloxéra atteignit le département des Hautes-Alpes en 1908 en remontant jusqu'à la haute vallée de la Durance. Elle mit fin à la viticulture haut-alpine. La culture de la vigne y avait été cependant importante comme en témoignent les nombreuses installations liées à son exploitation même dans des lieux aussi improbables comme L'Argentière-la-Bessée. Son cellier de la maison Planche en est un exemple unique puisqu'il a conservé en totalité tout son équipement, y compris son rare pressoir à banc qui se situe en son premier niveau (cad. E 2203).
Actuellement, il y a un renouveau de la viticulture puisque 577 producteurs sont déclarants de récolte, dont la quasi totalité est regroupé dans la cave coopérative de Valserres (seule coopérative du département), deux domaines vinifient à Théus,, un à Tallard, un à Remollon et deux autres à Embrun dont le vignoble se situe entre 800 et 1 000 m d'altitude.

#### Italie

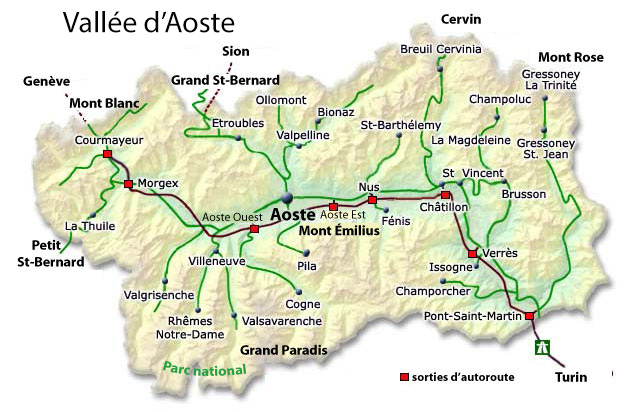
La vallée d'Aoste

Le vignoble italien du Le Val d'Aoste, situé de la région autonome de la Vallée d'Aoste produit des vins appellation DOC depuis le 30 juillet 1985. Seuls ont droit à la DOC les vins récoltés à l'intérieur de l'aire de production définie par le décret. Les vignobles autorisés se situent dans la province d'Aoste dans les communes de Aoste, Arnad, Arvier, Avise, Aymavilles, Bard, Brissogne, Challand-Saint-Victor, Chambave, Champdepraz, Charvensod, Châtillon, Donnas, Fénis, Gressan, Hône, Introd, Issogne, Jovençan, La Salle, Montjovet, Morgex, Nus, Perloz, Pollein, Pontey, Pont-Saint-Martin, Quart, Saint-Christophe, Saint-Denis, Saint-Nicolas, Saint-Vincent, Sarre, Verrayes, Verrès, Villeneuve.
Actuellement, l'appellation Vallée d'Aoste est subdivisée en sept sous-appellations géographiques et neuf sous-appellations selon le cépage. Les appellations géographiques sont : Vallée d'Aoste Arnad-Montjovet, Vallée d'Aoste Arnad-Montjovet supérieur, Vallée d'Aoste Blanc de Morgex et de La Salle, Vallée d'Aoste Chambave Muscat, Vallée d'Aoste Chambave Muscat flétri, Vallée d'Aoste Chambave rouge, Vallée d'Aoste Enfer d'Arvier.

#### Suisse

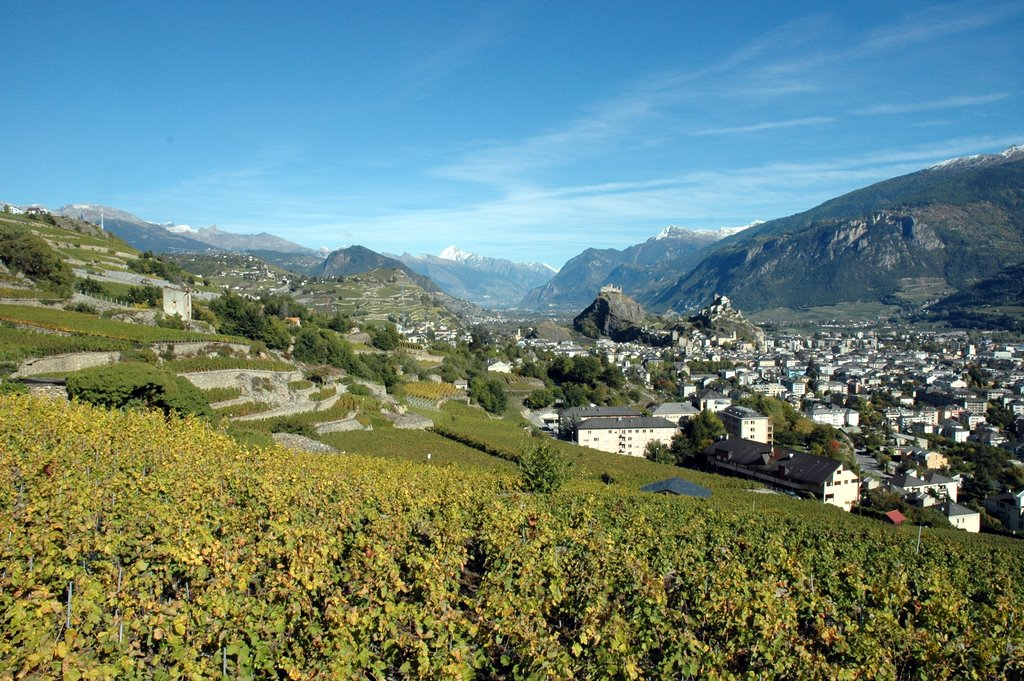
Le vignoble de Sion

Le vignoble du Valais, est situé dans le canton du Valais. Avec ses 5259 hectares de vignes, c'est le plus grand vignoble de Suisse. L'essentiel de ses vignes est planté sur la rive droite de la vallée du Rhône dans une zone de 120 kilomètres de longueur qui s'étend de Martigny à Loèche. Plus de 50 cépages différents y sont cultivés à une altitude variant de 450 à 800 mètres, exception faite du vignoble de Visperterminen situé à plus de 1000 mètres. Le labeur acharné de ses vignerons combiné à un microclimat favorable ainsi qu'à une législation cantonale restrictive permettent aux crus valaisans d'être régulièrement distingués dans de grands concours internationaux.
Les AOC valaisannes sont : Fully, Saxon, Saillon, Chamoson, Ardon, Vétroz, Conthey, Savièse, Sion, Grimisuat, Ayent, Lens, Miège, Venthône, Les coteaux de Sierre, Salquenen, Varen.

#### Liechtenstein

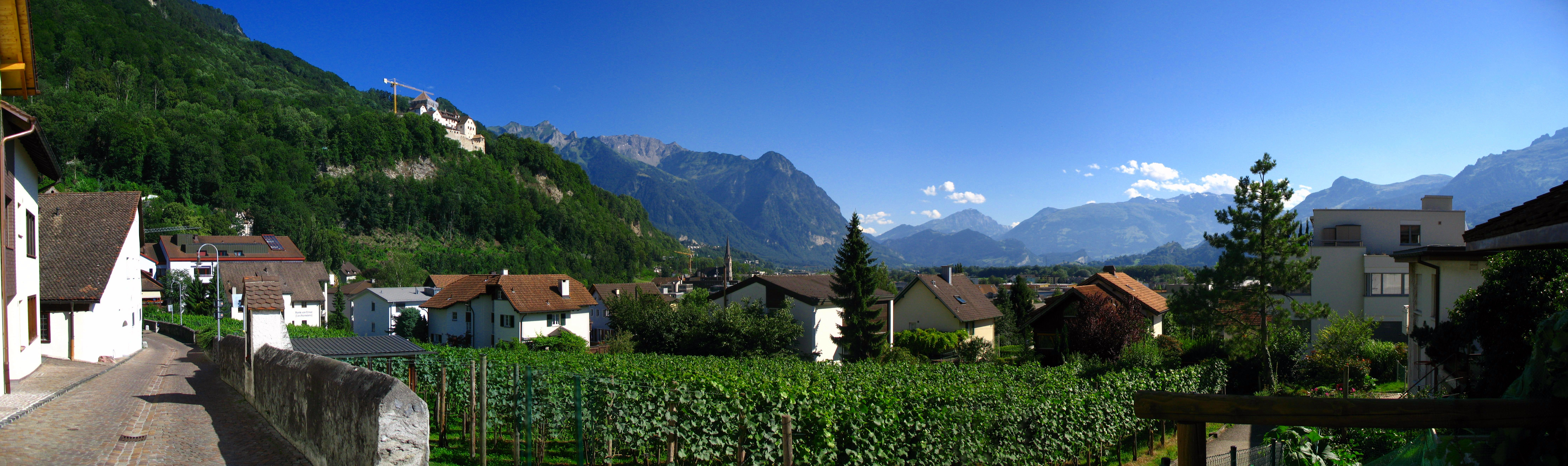
À Vaduz, les vignes dominées par le Mitteldorf

La viticulture au Liechtenstein, située au cœur des Alpes, dans un climat continental, fait de cette principauté la plus petite région viticole du monde. Elle a pu de développer grâce à un vignoble occupant de fortes pentes allant jusqu'à 50 %, en forme d'amphithéâtre et exposé au sud. En dépit des conditions de froid glacial, ce quelques arpents de vignes dominés par les Alpes enneigées, selon les chiffres des Nations unies, produisent 800 hectolitres de vin par an.
Les cépages les plus cultivés sont en blanc le Chardonnay, le Riesling × Sylvaner, et le Gewurztraminer, en rouge le Blauburgunder, Zweigelt et Blaufränkisch. Le cépage Pinot noir (Blauburgunder) fut introduit par Henri, duc de Rohan (1579-1638) qui encouragea les viticulteurs de la seigneurie grisonne à le cultiver. Le plus haut vignoble dans le pays est le village de Triesenberg à 850 mètres d'altitude, où la vigne est en pleine croissance grâce à la variété française Léon Millot.

## Caractéristiques des vins de montagne
Il est aujourd'hui reconnu qu'un vin conservé en altitude gagne plus rapidement en qualité, mais sans que cette caractéristique soit encore scientifiquement étudiée. Les raisons en sont certainement multiples mais il semble qu'une vinification et un élevage en altitude, donc à une pression atmosphérique moindre, procurent au vin des conditions d'évolution favorables.
Afin de mesurer l'influence de l'altitude sur le bouquet, des stocks de vin de même production, en provenance de la Savoie, mais aussi du Bordelais, de la Champagne, du Languedoc et de la Loire, ont été divisés en trois stocks et entreposés de quinze mois jusqu'à dix-sept ans à trois altitudes : dans la vallée, à 1 500 mètres et à 2 300 mètres à Val-Thorens. La dégustation a confirmé les bienfaits de l'altitude sur tous les vins, les rendant plus denses, plus longs et plus harmonieux.
Ils vieillissent mieux et plus rapidement et les caractéristiques de leur terroir d'origine ont été amplifiées, certainement du fait de la combinaison de trois éléments :
- un taux d'humidité moyen de 13 % en haute altitude, alors qu'il est de 70 % dans la vallée ;
- une pression atmosphérique moindre ;
- un taux d'oxygénation plus faible.

## Évènements
Chaque année, la foire d'Aoste, offre une exposition internationale des vins de montagne, unique en son genre et qui réunit plus de cinq cents vins ayant participé aux sélections du concours international des vins de montagne de Courmayeur.